# Josef Böhm (Kirchenmusiker, 1841)
Josef Böhm (* 9. Februar 1841 in Knihnitz, Mähren; † 6. November 1893 in Wien) war ein österreichischer Kirchenmusiker. Er gilt als Begründer des Wiener Cäcilianismus.

## Leben
Böhm war der älteste Sohn des Lehrers und Organisten Carl Böhm und seiner Frau Vincenzia, geborene Schön. Er wuchs in Knihnitz und ab 1846 in Šubířov auf. Seine erste Ausbildung in Gesang, Klavier- und Orgelspiel erhielt Böhm durch seinen Vater. Nach dem Abschluss des Untergymnasiums in Brünn nahm Böhm 1855 ein Studium in Klavier, Orgel, Komposition, Instrumentation und Dirigat an der Wiener Akademie der Tonkunst auf. Zu seinen Lehrern gehörten Carl Maria von Bocklet, Franz Krenn und Carl Grädener. Nachdem sein Vater in Bludov verstorben war, konnte Böhm trotz der finanziellen Schwierigkeiten der Familie das zweite Studienjahr in Wien abschließen. Danach erhielt er in Brünn eine einjährige Lehrerausbildung. Anschließend war er beim Fabrikanten Hille als Erzieher angestellt und erhielt 1859 eine Assistentenstelle an der Mährisch Schönberger Haupt- und Realschule. 1864 trat Böhm in Mährisch Schönberg beim Sängerbund- und Turnerfest auf. Auf Anraten von Anton Benewitz und Dominik Stolz ging Böhm im selben Jahre nach Wien und nahm eine Anstellung als Klavierlehrer bei der Erziehungsanstalt Bilka. Daneben setzte er seine Studien an der Akademie der Tonkunst fort. 1865 wurde Böhm zum Organisten an der Hof- und Stadtpfarrkirche St. Michael berufen. Der Barnabitenorden berief Böhm 1867 zum Chorleiter der Pfarre Mariahilf. Im selben Jahr gründete Böhm außerdem eine private cäcilianistische Musikschule. Bis 1868 gab Böhm zudem Musikunterricht am Lehrernoviziat der Schulbrüder im k.k. Waisenhaus und ab 1868 an der Lehrerpräparandie zu St. Anna. Durch sein Wirken im Sinne des Cäcilianismus geriet Böhm in heftige Differenzen mit dem Pfarrer von Mariahilf und gab 1875 seine Stelle als Chorleiter auf.
An der Lehrerpräparandie zu St. Anna wirkte er maßgeblich im dortigen Verein zur Beförderung echter Kirchenmusik. 1871 wurde dem Verein der Musikunterricht entzogen. Böhm organisierte den Verein daraufhin unter dem Namen Wiener Cäcilien-Verein neu. Er unterrichtete an der vom Verein betriebenen Schule Gesang und leitete ab 1872 auch den dortigen Chor. Ab 1876 wirkte Josef Böhm am Fürsterzbischöfliche Priesterseminar als Musiklehrer. Im selben Jahr forderte Böhm in zwei Schriften eine Reform des Gesangsunterrichtes und der Kirchenmusik in Österreich. Auch gegen die von Johann von Herbeck und Gottfried von Preyer geleitete Wiener Hofmusikkapelle richtete er dabei scharfe Angriffe. Böhm unterstellte dem Klerus eine mangelhafte musikalische Bildung und forderte eine Heranziehung tatsächlich geeigneter Musiker. Böhms Forderungen lösten sowohl bei der Geistlichkeit als auch in den Musikerkreisen heftigen Widerspruch aus.
1877 wurde Böhm durch die k.k. Statthalterei zum Kapellmeister in der Kirche am Hof ernannt. Hier erhielt Böhm die Unterstützung der Pfarrer für die Verwirklichung seiner kirchenmusikalischen Vorstellungen. Unter Böhm entwickelte sich die Kirche am Hof zum Mittelpunkt des Wiener Cäcilianismus. Im Jahr 1878 gründete Böhm die Wiener Blätter für katholische Kirchenmusik und begann mit der Organisation von Instruktionskursen für Kirchenmusiker.
Nach internen Machtkämpfen im Wiener Cäcilien-Verein legte Böhm 1880 Ämter in dem Verein nieder und gründete 1881 den Allgemeinen Kirchenmusikverein St. Ambrosius. An der vom Verein getragenen Schule gab Böhm den überwiegenden Teil des praktischen und theoretischen Unterrichts selbst. Der Vereinschor erhielt 1884 die Bezeichnung Chorakademie des Ambrosius-Vereines. Die Chorakademie entwickelte sich zu einer bedeutsamen Institution des Wieder Musiklebens und verbreitete durch ihre Auftritte außerhalb der Hauptstadt die cäcilianische Kirchenmusik. Während der Internationalen Musik- und Theaterausstellung von 1892 gab die Chorakademie drei Historische Konzerte. Im selben Jahr wurde Böhm zum Mitglied der Leitenden Kommission der Denkmäler berufen.
Böhm erkrankte 1893 während eines im Auftrag des k.k. Ministeriums für Kultus und Unterricht in Troppau abgehaltenen Instruktionskurses schwer. Ein Kuraufenthalt in Karlsbad verbesserte seine angegriffene Gesundheit nur kurzzeitig, und im November 1893 verstarb Böhm. Josef Böhm war mit Rosa Heinisch verheiratet und hatte zwei Söhne, Josef und Ernst. Sein mit  Spendengeldern errichtetes Grabmal befindet sich auf dem Grinzinger Friedhof.

## Publikationen
- Der Gesangsunterricht und dessen nothwendige Reform an den öffentlichen Schulen Oesterreichs, Wien 1876
- Der gegenwärtige Zustand der katholischen Kirchenmusik und des kirchlichen Volksgesanges in Wien und Umgebung, Wien 1876

## Herausgeberschaften
- 1878–1883: Wiener Blätter für katholische Kirchenmusik, ab 1881 unter dem Titel Ambrosius-Blatt